# Handriyal (Raj), Basavakalyan
Handriyal (Raj) là một làng thuộc tehsil Basavakalyan, huyện Bidar, bang Karnataka, Ấn Độ.